# Cuivré de la potentille
Lycaena dorcas
Espèce
Le Cuivré de la potentille (Lycaena dorcas) est un insecte lépidoptère de la famille des Lycaenidae, de la sous-famille des Lycaeninae et du genre Lycaena.

## Dénomination
Lycaena dorcas a été nommé par Kirby en 1837.
Synonymes : Polyommatus anthelle Doubleday, 1847; Epidemia dorcas (Kirby, 1837).

### Sous-espèces
- Lycaena dorcas arcticus (Ferris, 1977); présent dans le Yukon.
- Lycaena dorcas castro Reakirt, 1866;
- Lycaena dorcas claytoni Brower, 1941;
- Lycaena dorcas dospassosi McDunnough, 1940; ou Lycaena dospassosi le Cuivré des marais salés
- Lycaena dorcas florus (Edwards, 1883)
- Lycaena dorcas megaloceras (Ferris, 1977); présent dans le Wyoming[1].

### Noms vernaculaires
Lycaena dorcas se nomme Dorcas Copper ou Cinquefoil Copper en anglais.

## Description
Le Cuivré de la potentille  est un petit papillon d'une envergure de 19 à 32 mm au dessus des ailes de couleur marron à reflets violets orné de nombreux points noirs avec aux ailes postérieure des ocelles de couleur orange près de l'angle anal.
Le revers des antérieures est jaune orangé, celui des postérieures est cuivré,.

### Chenille
La chenille, de couleur vert pâle marbré de marron et taché de blanc sur chaque segment, est ornée d'une ligne verte sur le dos.

## Biologie

### Période de vol et hivernage
Il vole en une génération entre juin et septembre.
Il hiverne à l'état d'œuf.

### Plantes hôtes
Les plantes hôte de sa chenille sont des potentilles dont Potentilla fruticosa et Comarum palustre,.

## Écologie et distribution
Le Cuivré de la potentille est présent en Alaska, dans le Canada boréal depuis le Yukon jusqu'à Terre-Neuve et aux Grands Lacs en Ontario. Aux USA il est présent autour des Grands Lacs au  Minnesota, au Wisconsin et au Michigan, et sous forme d'un isolat dans le Maine et un dans le Wyoming,.

### Biotope
Il réside dans les tourbières et les champs humides.

### Protection
La sous-espèce Lycaena dorcas claytoni fait l'objet de mesures de protection de son habitat dans le Maine.